# Gare d'Aigues-Vives
Ne doit pas être confondu avec Gare d'Aigues-Mortes.
La gare d'Aigues-Vives est une gare ferroviaire française fermée de la ligne de Tarascon à Sète-Ville, située sur le territoire de la commune d'Aigues-Vives, dans le département du Gard, en région Occitanie. 
Elle est mise en service en février 1845 par la Compagnie fermière du chemin de fer de Montpellier à Nîmes, peu après la mise en service de la ligne. Elle deviendra ensuite une gare de la Compagnie des chemins de fer de Paris à Lyon et à la Méditerranée (PLM).
Elle est fermée, au service du fret en 2009 et au service des voyageurs en 2011, par la Société nationale des chemins de fer français (SNCF).

## Situation ferroviaire
Établie à 21 mètres d'altitude, la gare d'Aigues-Vives est située au point kilométrique (PK) 45,936 de la ligne de Tarascon à Sète-Ville, entre les gares ouvertes de Vergèze - Codognan et de Gallargues.

## Histoire
La ligne de Montpellier à Nîmes est mise en service le 9 janvier 1845. Néanmoins, l'ouverture des 14 stations intermédiaires, dont sans doute celle d'Aigues-Vives, n'a lieu qu'en février de la même année par la Compagnie fermière du chemin de fer de Montpellier à Nîmes.

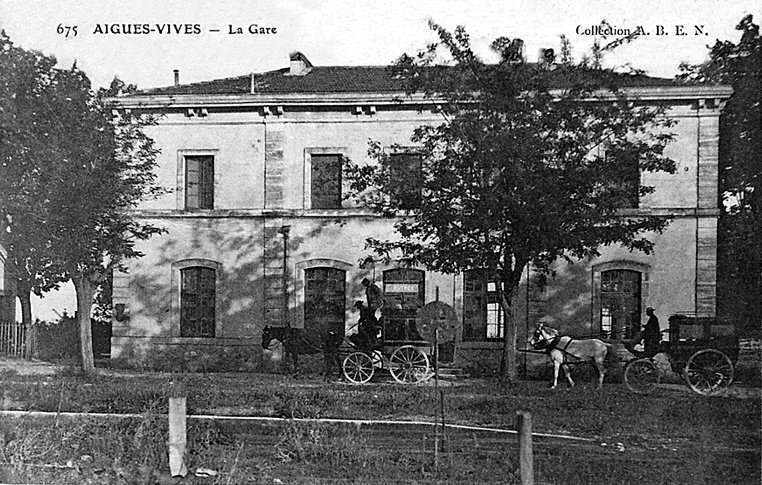
Vue du bâtiment voyageurs vers 1900.

En 1892, la gare est desservie par le terminus du tramway d'Aigues-Vives, à voie étroite de 0,60 mètre, qui ferme en 1901.
La « gare d'Aigues-Vives » figure dans la nomenclature 1911 des gares, stations et haltes, de la Compagnie des chemins de fer de Paris à Lyon et à la Méditerranée (PLM). Elle est ouverte à la réception et à l'envoi de dépêches privées et à la grande et à la petite vitesse. Elle porte le no 14 de la ligne de Tarascon à Cette.
Le 25 août 1921, la compagnie PLM dépose un projet de création d'une voie de garage impaire. Acceptés par la décision ministérielle le 2 décembre 1921, les travaux sont déclarés urgents par le décret du 28 février 1922.
Le 15 octobre 1924, c'est un jour d'affluence pour la gare qui accueille le train présidentiel avec le Président de la République Gaston Doumergue qui rend visite à sa ville natale. Arrivé en début d'après-midi, il repart le soir, également en train, après avoir notamment été à la mairie et dans sa maison familiale.

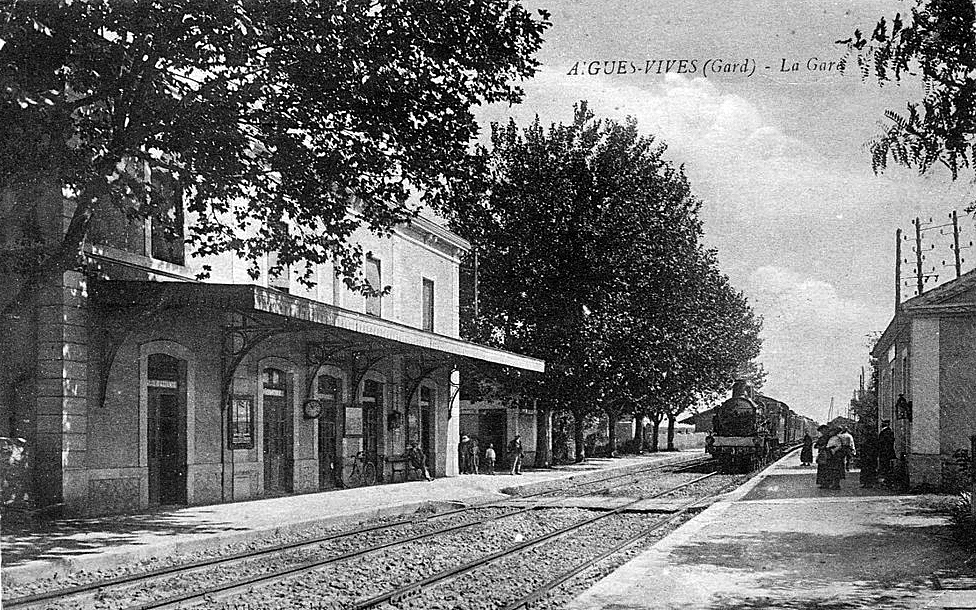
Quais de la gare vers 1900.

En 1954, la station d'Aigues-Vives dessert le village qui compte 1 700 habitants.
La gare est fermée au service du fret SNCF le 2 novembre 2009, elle dépendait de la plateforme d'Avignon.

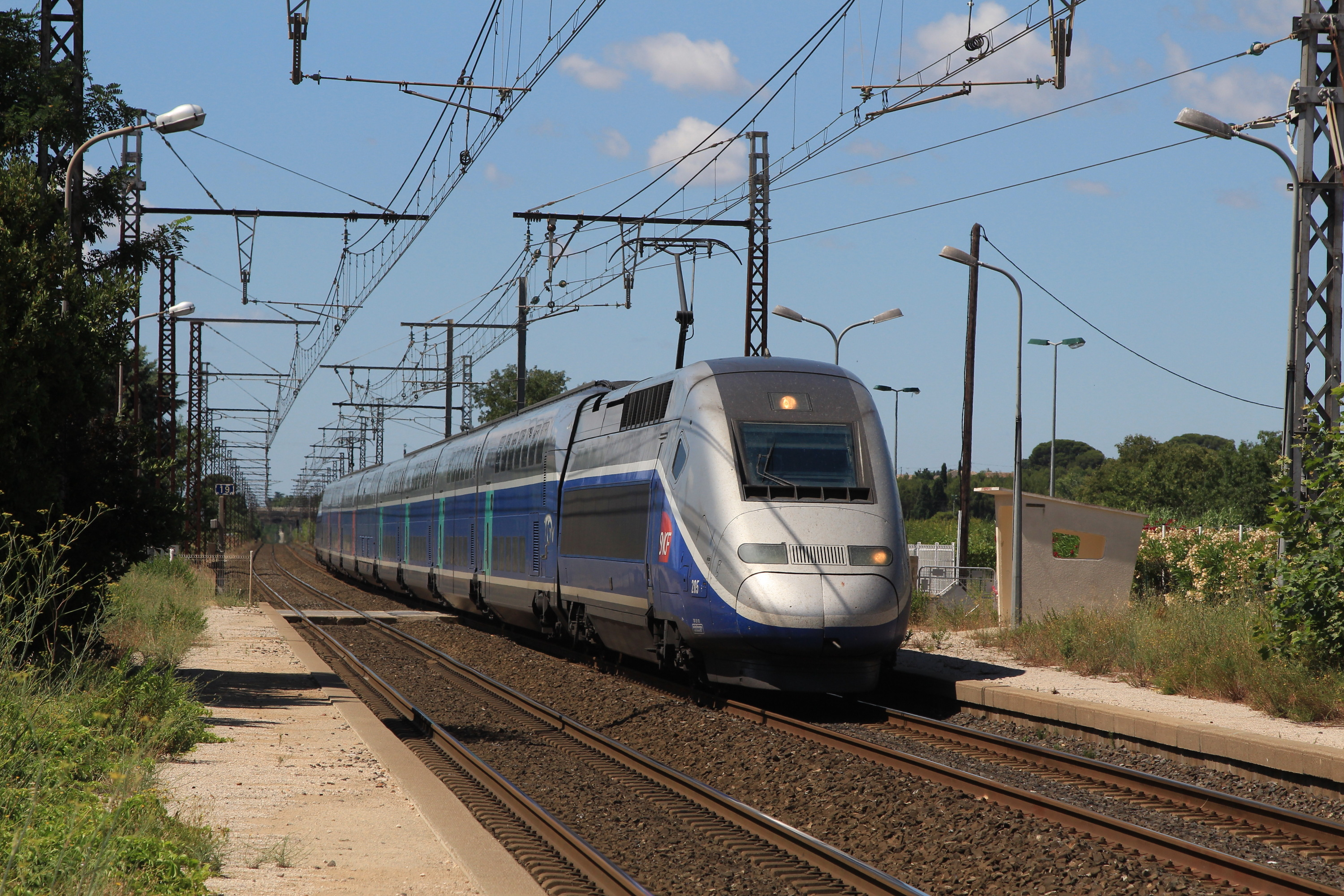
Un TGV Duplex franchit la gare.

Avant sa fermeture, le bâtiment voyageurs a disparu, et elle est une halte SNCF, point d'arrêt non géré (PANG) à accès libre desservie par des trains TER Languedoc-Roussillon de la relation Avignon-Centre, ou Nîmes, et Narbonne. Sa fermeture à tout trafic est effective le 11 décembre 2011. Cette fermeture est motivée par les contraintes techniques d'insertion des différents trains dans le cadre du cadencement des horaires. Les voyageurs sont invités à se reporter sur la gare de Vergèze qui voit alors sa desserte étoffée.

## Service des marchandises
Bien que cette gare soit fermée au service fret depuis le 2 novembre 2009, elle comporte une installation terminale embranchée qui n'est plus desservie[réf. nécessaire]. Cette gare reste toutefois ouverte au service infrastructure.